# Akhisar
Akhisar é um distrito e uma cidade da província de Manisa, situada na Região do Egeu, no oeste da Turquia. No passado foi conhecida como Tiatira, Tiateira ou Thyatira. O nome akhisar significa "castelo branco" em turco. O distrito tem 1 707 km² de área e em 2012 tinha 160 620 habitantes (densidade: 94,1 hab./km², dos quais 107 086 na cidade.

## Cidades gémeas
- Bruxelas, Bélgica
- Antuérpia, Bélgica
- Lima, Peru
- Maradi, Níger
- Lausana, Suíça
- Duala, Camarões
- Mascate, Omã
- Porto, Portugal
- Chisinau, Moldávia